# Tiberius Aemilius Mamercus
Tiberius Aemilius Mamercus war ein Politiker in der legendären Frühphase der Römischen Republik aus der gens Aemilia. Er soll laut der von der Wissenschaft als überwiegend fiktiv angesehenen Überlieferung zweimal Konsul gewesen sein: im Jahr 470 v. Chr. mit Lucius Valerius Potitus und im Jahr 467 v. Chr. mit Quintus Fabius Vibulanus.
Livius berichtet, dass Aemilius Mamercus während seines ersten Konsulats Krieg mit den Sabinern geführt und dass er sich wie sein Vater in Opposition zum herrschenden Patriziat für die Rechte der Plebs eingesetzt habe.
Sein Vater war der angebliche dreimalige Konsul Lucius Aemilius Mamercus.